# Dactylocalyx potatorum
Dactylocalyx potatorum är en svampdjursart som beskrevs av Schmidt 1880. Dactylocalyx potatorum ingår i släktet Dactylocalyx och familjen Dactylocalycidae. Inga underarter finns listade i Catalogue of Life.